# Eupithecia tesserata
Eupithecia tesserata är en fjärilsart som beskrevs av Brandt 1938. Eupithecia tesserata ingår i släktet Eupithecia och familjen mätare. Inga underarter finns listade i Catalogue of Life.